# 芝パークビル
芝パークビル（しばパークビル）は、東京都港区にある事務所ビル。通称「軍艦ビル」。

## 概要
芝公園近くに位置する大型ビルである。A館とB館に分かれており、基準階面積はあわせて1,810.0坪（5,983.47㎡）である。
秀和によって開発され1982年（昭和57年）7月に竣工した。2018年（平成30年）3月以降は、関電不動産開発、東京ガス都市開発（現東京ガス不動産）、京浜急行電鉄、京阪ホールディングス、竹中工務店、みずほ信託銀行、みずほ銀行の7社が出資する「芝パーク特定目的会社」がビルの信託受益権を保有している。

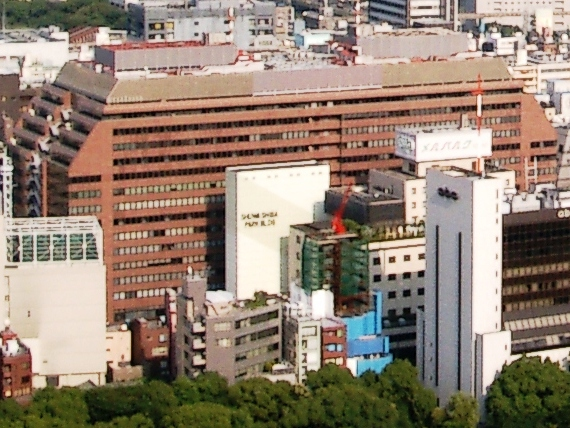
東京タワーから撮影（2002年撮影）
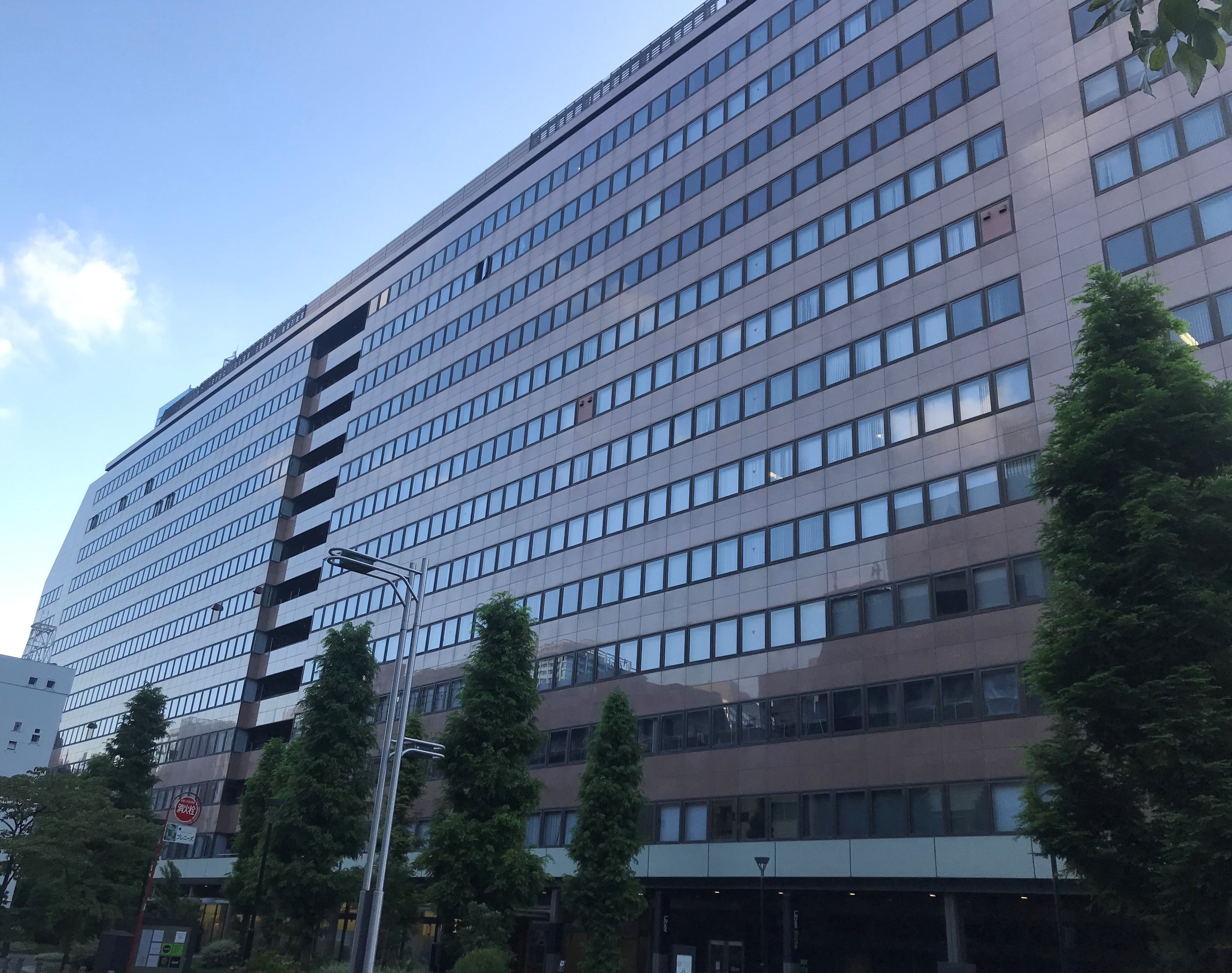
2022年撮影

## 歴史
1969年（昭和44年）、日活の子会社が保有していた港区芝の日活アパート（の敷地）を秀和が20億円程度で買い取り、ビル建設計画を進めるが、アパート住人の立ち退き交渉に手間取り、11年後の1980年（昭和55年）にようやくアパートの取り壊しに取り掛かり、その2年後の1982年（昭和57年）になって「芝パークビル（秀和芝パークビル）」の落成にこぎつけた。14階建てのビルは、延べ床面積が10.3万平米で、全長140メートル、奥行き50メートルの威容から「軍艦ビル」と呼ばれるようになり、その後の都心の地価高騰、オフィス不足の波に乗り、秀和のドル箱資産となった。ダイエーが本社を置いた時期もあり、1階には「ダイエーナウ芝公園店」という食品と衣類を扱う店舗があった。
2005年（平成17年）、モルガン・スタンレー傘下の不動産ファンドに所有権が移った。
2006年（平成18年）7月にダヴィンチ・アドバイザーズが購入した。購入額は1,430億円で単独物件として日本国内で最大級の不動産取引だった。2009年（平成21年）4月1日、「ダヴィンチ芝パーク（daVinci Shiba Park)」に名称は改められた。だが、ダヴィンチ・アドバイザーズはリーマン・ショックに伴う不動産価格下落で、中央三井信託銀行などへ借入金の返済ができず、2009年（平成21年）12月期決算で債務超過に陥った。このため、債権者である中央三井信託銀行などは、ダヴィンチ芝パークを差し押さえると同時に名称を芝パークビルに戻した。
2013年（平成25年）には三井住友信託銀行から、アジア・パシフィック・ランド、アブダビ投資評議会、PAG等が1,250億円超で取得した。2015年（平成27年）には1,600億円以上で売却する方針を明らかにしたが、2016年（平成28年）2月に売却を見送り、最大1,350億円のローン借り換えを銀行団と交渉していると報じられた。
2018年（平成30年）3月に、関電不動産開発、東京ガス都市開発（現東京ガス不動産）、京浜急行電鉄、京阪ホールディングス、竹中工務店、みずほ信託銀行、みずほ銀行の7社が、芝パーク特定目的会社を通じて、ビルの信託受益権を取得することを発表した。

## 主な入居者
- エネライフ 本社[14]
- 企業年金連合会[15]
- スタンダード 本店登記[16]
- タケエイ 本社[17]
- テイチクエンタテインメント 本社[18]
- 東京ガスケミカル 本社[19]
- ベイシス 本社[20]
- 丸紅建材リース 本社[21]
- 三菱電機ライフサービス 本社[22]
- 東京メソニックセンター

なお、当ビルの住所（東京都港区芝公園2丁目4番1号）を所在地（本店）として登記している法人は57法人ある（2023年8月6日時点）。

## アクセス
- 都営地下鉄三田線 芝公園駅 徒歩2分
- 都営地下鉄浅草線・都営地下鉄大江戸線 大門駅 徒歩2分
- JR山手線・京浜東北線・東京モノレール羽田空港線 浜松町駅 徒歩7分